# Suicune
Suicune (スイクン?) è un Pokémon base della seconda generazione di tipo Acqua. Il suo numero identificativo Pokédex è 245.
Ideato dal team di designer della Game Freak, Suicune fa la sua prima apparizione nel 1999 nei videogiochi Pokémon Oro e Argento e compare inoltre nella maggior parte dei titoli successivi, in videogiochi spin-off, nei film, nel Pokémon Trading Card Game e nel merchandising derivato dalla serie.
Insieme a Raikou e Entei forma un trio di Pokémon leggendari chiamato "bestie leggendarie" (o "cani leggendari" o "felini leggendari").
Suicune compare nella copertina del videogioco Pokémon Cristallo ed è uno dei protagonisti del lungometraggio Pokémon 4Ever. In Pokémon Smeraldo l'Asso Spartaco possiede un esemplare del Pokémon. Un Suicune cromatico è inoltre presente nel film Pokémon: Il re delle illusioni Zoroark.
Il design del Pokémon è stato realizzato da Muneo Saitō.

## Descrizione
Si dice che sia la reincarnazione dei venti nordici, e che corra in lungo e in largo sempre alla ricerca di una fonte di purezza. È in grado di purificare all’istante l’acqua torbida e putrida. 
È stato resuscitato in tempi antichi da Ho-Oh dopo essere perito nella distruzione della Torre d'Ottone e si dice rappresenti la pioggia che ha infine spento le fiamme.
È considerato il più riuscito ed elegante del trio.

## Apparizioni

### Videogiochi
Nei videogiochi Pokémon Oro e Argento è possibile catturare Suicune all'interno della regione di Johto dopo averlo incontrato per la prima volta all'interno della Torre Bruciata nei pressi di Amarantopoli. In Pokémon Cristallo sarà presente all'interno della Torre di Latta dopo aver ricevuto la Campana Chiara.
Nei remake Pokémon Oro HeartGold e Argento SoulSilver è possibile catturare Suicune nei pressi di Miramare. Come nei titoli della seconda generazione sarà disponibile dopo il primo incontro all'interno della Torre Bruciata. Al contrario degli altri due Pokémon leggendari Entei e Raikou, il Pokémon dovrà essere necessariamente incontrato in alcune località di Kanto e di Johto.
In Pokémon Rosso Fuoco e Verde Foglia Suicune è ottenibile a Kanto una volta sconfitta la Lega Pokémon se il protagonista sceglie come Pokémon iniziale Charmander.
Nel 2010 in Giappone è stato distribuito un esemplare di Suicune cromatico per i videogiochi Pokémon Diamante e Perla e Pokémon Platino. Tale Pokémon, se trasferito nei titoli Pokémon Nero e Bianco permette di catturare Zoroark all'interno del Bosco Smarrimento. Lo stesso Suicune è stato successivamente elargito negli Stati Uniti d'America ed in Europa.
In Pokémon Rubino Omega e Zaffiro Alpha è possibile catturare Suicune all'interno della Foresta Vergine se l'allenatore possiede almeno due Pokémon leggendari, uno dei quali deve essere Lugia o Ho-Oh.
Suicune inoltre è presente in Pokémon Mystery Dungeon: Squadra rossa e Squadra blu è ottenibile all'interno del Campo Tramontana. È anche disponibile in Pokémon Mystery Dungeon: Esploratori del tempo ed Esploratori dell'oscurità all'interno del Dedalo Finale.

### Anime

Suicune

Suicune appare per la prima volta nel corso dell'episodio Un'iscrizione difficile (Don't Touch That 'Dile). È inoltre presente in I campanelli rubati (For Ho-Oh the Bells Toll) ed in Due simpatiche ragazze (Drifloon On the Wind!).
Il Pokémon leggendario è inoltre uno dei protagonisti del lungometraggio Pokémon 4Ever e del sesto episodio di Pokémon Generazioni, Il ritorno.